# Ján Vojtaššák
Ján Vojtaššák (14. listopadu 1877, Zákamenné – 4. srpna 1965, Říčany) byl římskokatolický biskup spišský (1921–1965).
Ján Vojtaššák pocházel z Oravy, z početné rolnické rodiny. Měl deset sourozenců. Studoval na gymnáziu v Trstené a Ružomberku a od roku 1895 teologii v semináři při Spišské Kapitule. Na kněze byl vysvěcený 23. ledna 1901. Jako kněz působil na vícero místech, posléze se stal kapitulním vikářem a rektorem semináře.

## Biskup
Ján Vojtaššák byl jedním z třech slovenských biskupů, kteří byli jmenovaní roku 1920 v nové Československé republice v rámci nahrazení biskupů maďarské národnosti, kteří byli československou vládou vypovězeni ze země. 13. února 1921 jej pak slavnostně vysvětil papežský nuncius Clemente Micara. Ján Vojtaššák byl politicky aktivní, podporoval Andreje Hlinku a jeho snahy o slovenskou autonomii. Po vzniku Slovenského státu roku 1939 byl místopředsedou Štátnej rady.

## Vojtaššák a deportace
Asi nejkontroverznější otázkou působení Vojtaššáka jako biskupa a člena Štátnej rady je jeho postoj k deportacím Židů do rukou Třetí říše. Zde ovšem dochází k ostrým rozporům i v primárních zdrojích. Vojtaššák je obviňován z antisemitismu, vypjatého nacionalismu a pasivního přihlížení deportacím. Vatikánský chargé d’affaires Burzio jej tak opakovaně popisoval ve svých zprávách.
Ve zprávě napsal z 31. března 1942: Msgre. Vojtaššák namísto toho, aby se postavil proti nehumánnímu plánu, zaujal úplně pasívní postoj, omezujíc se na nepodstatné námitky. Potom, v rozhovoru s jiným biskupem, naznačil, že podle jeho mínění by bylo lepší, kdyby se církevní představitelé nemíchali do této otázky, aby nekladli překážky vládě a prezidentovi republiky, že Židé jsou nejhoršími nepřáteli Slovenska, že i tak se budou věci vyvíjet svým směrem… Je těžké dozvědět se pravdu o tom, co se dělo a mluvilo na zasedání vlády; vím však, že Msgr. Vojtaššák má pověst velkého šovinisty. 
Burziův pohled je však zpochybňován. Zejména právě zmíněná zpráva, k Vojtaššákovi asi nejpříkřejší, je zpochybňována s tím, že Burzio byl uveden v omyl (sám ostatně přiznává, že je těžké dozvědět se pravdu o tom, co se dělo a mluvilo na zasedání vlády). Např. Václav Vaško upozorňuje na fakt, že Ján Balko, který citovanou schůzi vyvolal právě kvůli otázce Židů, a byl na ní přítomen, opakovaně potvrdil, že Vojtaššák měl zásluhu jednak na tom, že se schůze vůbec konala, a že se na ní důsledně postavil proti deportacím.
Burzio ovšem měl s Vojtaššákem i osobnější zkušenosti, dostal se s ním do ostrého sporu ohledně vyhnání polských kněží z Vojtaššákovy diecéze. Jeho názor v této věci, o které měl rozhodně lepší přehled, než o jednání státní rady, byl jednoznačný – biskup podle něj postupoval na základě vypjatého nacionalistického přesvědčení a jednoznačně nespravedlivě.
Vojtaššák je obviňován též z podílu na arizaci židovského majetku, nicméně toto obvinění bylo po válce odmítnuto ze strany Ministerstva vnitra, které doložilo, že v daném případě se jednalo pouze o to, že biskup vydražil ve veřejné dražbě Baldovské koupele, které sice patřily židovskému majiteli, ovšem důvodem dražby nebyla arizace, ale dluh ve výši 400 000 korun.
Kritici napadající Vojtaššáka za antisemitismus často zamlčují jeho kroky činěné ve prospěch Židů. Vojtaššák je podepsaný pod dvěma pastýřskými listy, které odsoudily protižidovská opatření, ve Státní radě hlasoval proti Židovskému kodexu a když se mu dostal do rukou dopis Rudolfa Vrby, který uprchl z Osvětimi a informoval o tom, co se tam děje, předal jej ministru Machovi s vlastnoruční poznámkou, že „Bude-li Slovensko pokračovat v deportaci Židů do okupovaného Polska, stane se spolupachatelem vražd“. Tato jeho intervence vedla v danou chvíli k zastavení deportací.

## Politické pronásledování
Během postupného osvobozování Československa se velice rychle dostal do konfliktu s československými orgány, které na Slovensku ovládli komunisté, kteří využili situace k omezování církevních struktur či jejich úplné likvidaci. Ján Vojtaššák se stavěl proti uzavírání církevních škol a brzy byl komunistickými předáky označen za jednoho z nejnebezpečnějších odpůrců. Již před únorem 1948 byl dvakrát zatčen a bez obvinění vězněn (květen-září 1945 a krátce v roce 1947), nepodařilo se ale najít nic, zač by mohl být souzen. Československá vláda požádala Svatý stolec o Vojtaššákovo odvolání, ten však odmítl s tím, že pro to není žádný důvod. Po únorovém převratu byl Vojtaššák nejprve internován ve své rezidenci (3. červen 1950) a posléze uvězněn (16. listopad téhož roku). 15. ledna 1951 byl souzen ve vykonstruovaném procesu spolu s biskupy Buzalkou a Gojdičem. Za „úklady proti republice, vyzvědačství, velezradu a vojenskou zradu“ byl odsouzen ke 24 letům těžkého žaláře a dalším trestům (rozsudek v plném rozsahu zrušen v roce 1990). Byl vězněn ve Valdicích, Leopoldově a Ilavě. Pro nemoc mu byl trest přerušen (1956–1958), v říjnu 1963 pak mu byl zbytek trestu prominut. Krátce pobýval v Oravské Lesné, načež byl ze Slovenska vykázán. Zbytek života musel strávit v charitním domově v Senohrabech u Prahy.

## Posmrtné pocty
Po Jánu Vojtaššákovi je pojmenovaný Kněžský seminář biskupa Jána Vojtaššáka ve Spišské Kapitule – Spišském Podhradí, na kterém on sám studoval.
V roku 1996 byl zahájen beatifikační proces Jána Vojtaššáka, k němuž přímo vyzval papež sv. Jan Pavel II. při své návštěvě na Slovensku v roce 1995. Ján Chryzostom Korec se v homílii na bohoslužbách při příležitosti 35. výročí smrti biskupa Vojtaššáka v Zákamenném vyslovil pro jeho blahořečení a nazval ho „mučedníkem”. I mnoho slovenských věřících považuje biskupa Jána Vojtaššáka za osobu, která žila a zemřela v pověsti svatosti a jeho hrob je navštěvován četnými poutníky.[zdroj?] Kritici Vojtaššáka upozorňují, že překážkou blahořečení může být jeho politická angažovanost za existence Slovenského státu. Kriticky se k roli biskupa vyjádřil například ve své knize vydané v r. 2021 vatikánský historik Johan Ickx, jeho zjištění ale slovenské církevní kruhy odmítly, což vyvolalo další polemiky. 